# Iolaus julius
Iolaus julius är en fjärilsart som beskrevs av Otto Staudinger 1891. Iolaus julius ingår i släktet Iolaus och familjen juvelvingar. Inga underarter finns listade i Catalogue of Life.